# Rallye d'Argentine 2015
Le Rallye d'Argentine 2015 est le 4e rallye du Championnat du monde des rallyes 2015.

## Résultats

### Classement final
| Rang              | Pilote                 | Copilote          | Numéro            | Voiture           | Écurie            | Temps             | Écart             | Points            |
| Toutes catégories | Toutes catégories      | Toutes catégories | Toutes catégories | Toutes catégories | Toutes catégories | Toutes catégories | Toutes catégories | Toutes catégories |
| ----------------- | ---------------------- | ----------------- | ----------------- | ----------------- | ----------------- | ----------------- | ----------------- | ----------------- |
| 1.                | Kris Meeke             |                   |                   |                   |                   | 3 h 41 min 44 s 9 | -                 | 25                |
| 2.                | Mads Østberg           |                   |                   |                   |                   | 3 h 42 min 03 s 0 | +18 s 1           | 191               |
| 3.                | Elfyn Evans            |                   |                   |                   |                   | 3 h 45 min 12 s 3 | +3 min 27 s 4     | 15                |
| 4.                | Martin Prokop          |                   |                   |                   |                   | 3 h 38 min 11 s 0 | +6 min 26 s 1     | 12                |
| 5.                | Dani Sordo             |                   |                   |                   |                   | 3 h 52 min 31 s 6 | +10 min 46 s 7    | 122               |
| 6.                | Khalid Al Qassimi      |                   |                   |                   |                   | 3 h 53 min 04 s 8 | +11 min 19 s 9    | 8                 |
| 7.                | Abdulaziz Al-Kuwari    |                   |                   |                   |                   | 3 h 57 min 47 s 5 | +16 min 02 s 6    | 6                 |
| 8.                | Diego Dominguez        |                   |                   |                   |                   | 4 h 00 min 33 s 1 | +18 min 48 s 2    | 4                 |
| 9.                | Gustavo Saba Rodriguez |                   |                   |                   |                   | 4 h 03 min 05 s 5 | +21 min 20 s 6    | 2                 |
| 10.               | Federico Villagra      |                   |                   |                   |                   | 4 h 07 min 04 s 5 | +25 min 19 s 6    | 1                 |

3, 2, 1 : y compris les 3, 2 et 1 points attribués aux trois premiers de la spéciale télévisée (power stage).

### Spéciales chronométrées
| Étape               | Spéciale | Heure   | Nom                                            | Distance | Vainqueur          | Temps         | Leader          |
| ------------------- | -------- | ------- | ---------------------------------------------- | -------- | ------------------ | ------------- | --------------- |
| 1er jour (23 avril) | ES1      | 19 h 00 | Super Especial Merlo - San Luis                | 2,68 km  | Sébastien Ogier    | 2 min 32 s 0  | Sébastien Ogier |
| 2e jour (23 avril)  | ES2      | 08 h 23 | Agua de Oro - Ascochinga 1                     | 51,99 km | Kris Meeke         | 38 min 26 s 2 | Kris Meeke      |
| 2e jour (23 avril)  | ES3      | 10 h 26 | Villa Bustos - Tanti 1                         | 19,71 km | Jari-Matti Latvala | 10 min 10 s 0 | Kris Meeke      |
| 2e jour (23 avril)  | ES4      | 13 h 44 | Agua de Oro - Ascochinga 2                     | 51,99 km | Kris Meeke         | 38 min 12 s 5 | Kris Meeke      |
| 2e jour (23 avril)  | ES5      | 15 h 47 | Villa Bustos - Tanti 2                         | 19,71 km | Kris Meeke         | 10 min 03 s 9 | Kris Meeke      |
| 2e jour (23 avril)  | ES6      | 17 h 08 | Super Especial Fernet Branca                   | 6,04 km  | Dani Sordo         | 5 min 01 s 0  | Kris Meeke      |
| 3e jour (25 avril)  | ES7      | 08 h 28 | Fernet Branca - Capilla del Monte-San Marcos 1 | 23,05 km | Sébastien Ogier    | 17 min 31 s 1 | Kris Meeke      |
| 3e jour (25 avril)  | ES8      | 10 h 11 | San Marcos - Characato 1                       | 42,50 km | Andreas Mikkelsen  | 27 min 17 s 4 | Kris Meeke      |
| 3e jour (25 avril)  | ES9      | 14 h 54 | Fernet Branca - Capilla del Monte-San Marcos 2 | 23,05 km | Andreas Mikkelsen  | 17 min 13 s 5 | Kris Meeke      |
| 3e jour (25 avril)  | ES10     | 16 h 37 | San Marcos - Characato 2                       | 42,50 km | Andreas Mikkelsen  | 27 min 00 s 3 | Kris Meeke      |
| 4e jour (26 avril)  | ES11     | 09 h 58 | Volkswagen - El Condor - Copina                | 16,32 km | Andreas Mikkelsen  | 13 min 09 s 8 | Kris Meeke      |
| 4e jour (26 avril)  | ES12*    | 12 h 08 | Power Stage El Condor                          | 16,32 km | Sébastien Ogier    | 12 min 59 s 6 | Kris Meeke      |

* : spéciale télévisée attribuant des points aux trois premiers pilotes

## Classements au championnat après l'épreuve

### Classement des pilotes
Selon le système de points en vigueur, les 10 premiers équipages remportent des points, 25 points pour le premier, puis 18, 15, 12, 10, 8, 6, 4, 2 et 1.
| Rang | Pilote              | Rallyes | Rallyes | Rallyes | Rallyes | Rallyes | Rallyes | Rallyes | Rallyes | Rallyes | Rallyes | Rallyes | Rallyes | Rallyes | Total points |
| Rang | Pilote              | MON     | SUE     | MEX     | ARG     | POR     | ITA     | POL     | FIN     | GER     | AUS     | FRA     | ESP     | GBR     | Total points |
| ---- | ------------------- | ------- | ------- | ------- | ------- | ------- | ------- | ------- | ------- | ------- | ------- | ------- | ------- | ------- | ------------ |
| 1er  | Sébastien Ogier     | 25      | 283     | 283     | 3       | -       | -       | -       | -       | -       | -       | -       | -       | -       | 84           |
| 2e   | Mads Østberg        | 12      | 21      | 18      | 191     | -       | -       | -       | -       | -       | -       | -       | -       | -       | 51           |
| 3e   | Andreas Mikkelsen   | 15      | 15      | 172     | Ab.     | -       | -       | -       | -       | -       | -       | -       | -       | -       | 47           |
| 4e   | Elfyn Evans         | 6       | 8       | 12      | 15      | -       | -       | -       | -       | -       | -       | -       | -       | -       | 41           |
| 5e   | Kris Meeke          | 43      | 6       | 0       | 25      | -       | -       | -       | -       | -       | -       | -       | -       | -       | 35           |
| 6e   | Thierry Neuville    | 10      | 202     | 51      | Ab.     | -       | -       | -       | -       | -       | -       | -       | -       | -       | 35           |
| 7e   | Dani Sordo          | 8       | -       | 10      | 122     | -       | -       | -       | -       | -       | -       | -       | -       | -       | 28           |
| 8e   | Martin Prokop       | 2       | 4       | 8       | 12      | -       | -       | -       | -       | -       | -       | -       | -       | -       | 26           |
| 9e   | Jari-Matti Latvala  | 191     | 0       | 0       | Ab.     | -       | -       | -       | -       | -       | -       | -       | -       | -       | 19           |
| 10e  | Ott Tanak           | 0       | 12      | 0       | 1       | -       | -       | -       | -       | -       | -       | -       | -       | -       | 13           |
| 11e  | Hayden Paddon       | -       | 10      | 0       | 0       | -       | -       | -       | -       | -       | -       | -       | -       | -       | 10           |
| 12e  | Khalid Al Qassimi   | -       | -       | -       | 8       | -       | -       | -       | -       | -       | -       | -       | -       | -       | 8            |
| 13e  | Abdulaziz Al-Kuwari | -       | -       | -       | 6       | -       | -       | -       | -       | -       | -       | -       | -       | -       | 6            |
| 14e  | Nasser Al-Attiyah   | -       | -       | 6       | -       | -       | -       | -       | -       | -       | -       | -       | -       | -       | 6            |
| 15e  | Sébastien Loeb      | 62      | -       | -       | -       | -       | -       | -       | -       | -       | -       | -       | -       | -       | 6            |
| 16e  | Diego Domínguez     | -       | -       | -       | 4       | -       | -       | -       | -       | -       | -       | -       | -       | -       | 4            |
| 17e  | Yuriy Protasov      | 0       | 2       | 0       | 0       | -       | -       | -       | -       | -       | -       | -       | -       | -       | 2            |
| 18e  | Nicolás Fuchs       | -       | -       | 2       | Ab.     | -       | -       | -       | -       | -       | -       | -       | -       | -       | 2            |
| 19e  | Gustavo Saba        | -       | -       | -       | 2       | -       | -       | -       | -       | -       | -       | -       | -       | -       | 2            |
| 20e  | Jari Ketomaa        | -       | 0       | 1       | 0       | -       | -       | -       | -       | -       | -       | -       | -       | -       | 1            |

| Couleur | Résultat                                                         |
| ------- | ---------------------------------------------------------------- |
| Or      | Vainqueur                                                        |
| Argent  | 2e place                                                         |
| Bronze  | 3e place                                                         |
| Vert    | Classé, dans les points                                          |
| Bleu    | Classé, hors des points Non classé (Nc.)                         |
| Mauve   | Abandon (Ab.) Retrait (Re.)                                      |
| Noir    | Disqualifié (Dq.)                                                |
| Blanc   | N'a pas pris le départ (Np.) Forfait (Forf.) Épreuve annulée (A) |
| Aucune  | N'a pas participé (-)                                            |

3, 2, 1 : y compris les 3, 2 et 1 points attribués aux trois premiers de la spéciale télévisée (power stage).

### Classement des constructeurs
| Rang | Équipe                                   | Rallyes | Rallyes | Rallyes | Rallyes | Rallyes | Rallyes | Rallyes | Rallyes | Rallyes | Rallyes | Rallyes | Rallyes | Rallyes | Total points |
| Rang | Équipe                                   | MON     | SUE     | MEX     | ARG     | POR     | ITA     | POL     | FIN     | GER     | AUS     | FRA     | ESP     | GBR     | Total points |
| ---- | ---------------------------------------- | ------- | ------- | ------- | ------- | ------- | ------- | ------- | ------- | ------- | ------- | ------- | ------- | ------- | ------------ |
| 1er  | Volkswagen Motorsport                    | 43      | 25      | 31      | 4       | -       | -       | -       | -       | -       | -       | -       | -       | -       | 103          |
| 2e   | Citroën Total Abu Dhabi World Rally Team | 12      | 8       | 22      | 43      | -       | -       | -       | -       | -       | -       | -       | -       | -       | 85           |
| 3e   | Hyundai World Rally Team                 | 27      | 28      | 20      | 10      | -       | -       | -       | -       | -       | -       | -       | -       | -       | 85           |
| 4e   | M-Sport World Rally Team                 | 12      | 20      | 16      | 23      | -       | -       | -       | -       | -       | -       | -       | -       | -       | 71           |
| 5e   | Jipocar Czech National Team              | 6       | 4       | 10      | 12      | -       | -       | -       | -       | -       | -       | -       | -       | -       | 32           |
| 6e   | Volkswagen Motorsport II                 | -       | 15      | -       | 0       | -       | -       | -       | -       | -       | -       | -       | -       | -       | 15           |
| 7e   | Hyundai Motorsport N                     | -       | 1       | 2       | 6       | -       | -       | -       | -       | -       | -       | -       | -       | -       | 9            |
| 8e   | FWRT s.r.l.                              | 1       | 0       | 0       | 2       | -       | -       | -       | -       | -       | -       | -       | -       | -       | 3            |